# Akatsuki
『Akatsuki』（あかつき）は、2002年4月11日に発売された日本のジャズバンド・PE'Zの4作目のミニ・アルバム。

## 解説
メジャー・デビュー作品。器楽曲アルバムでは異例のオリコン初登場35位（2002年4月）を獲得。『筑紫哲也 NEWS23』「金曜深夜便」に出演、生演奏をした。

## 収録曲
1. Akatsuki
  - 作曲：ヒイズミマサユ機
  - フジテレビ系列『PRIDEシリーズ』イメージソング
2. 海に降る雪〜snow in the sea〜
  - 作曲：Ohyama"B.M.W"Wataru
3. SPIRIT
  - 作曲：Ohyama"B.M.W"Wataru
  - グンゼ・ストッキング『サブリナサマー』CMソング
4. keluku walk 
  - 作曲：Ohyama"B.M.W"Wataru
5. BLEED! 
  - 作曲：Ohyama"B.M.W"Wataru、作詞：ヒイズミマサユ機
  - WOWOW『エキサイトマッチ〜世界プロボクシング』イメージソング

## 収録アルバム
1. Akatsuki
  - 「九月の空-KUGATSU NO SORA-」「PE'Z BEST 1ST STAGE「藍」」
2. 海に降る雪〜snow in the sea〜
  - なし
3. SPIRIT
  - 「九月の空-KUGATSU NO SORA-」
4. keluku walk 
  - 「PE'Z REALIVE 2005〜節 FUSHI〜」ではピアノソロver.を収録
5. BLEED! 
  - 「PE'Z BEST 1ST STAGE「藍」」